# Думбравица (Арад)
Думбравица (рум. Dumbrăvița) насеље је у Румунији у округу Арад у општини Барзава. Oпштина се налази на надморској висини од 167 m.

## Становништво
Према подацима из 2002. године у насељу је живело 349 становника, од којих су сви румунске националности.